# Суглат (ипраглифлозин)
Суглат (ипраглифлозин)это ингибитор натрийзависимого переносчика глюкозы 2 типа. Используется в качестве гипогликемического средства для перорального применения. Зарегистрирован в Государственном реестре лекарственных средств России в мае 2019 года фирмой Астеллас Фарма Юроп Б.В. Нидерланды. Производится в Японии.
Ипраглифлозин – селективный ингибитор натрийзависимого переносчика глюкозы 2 типа (SGLT2) основного транспортного белка, участвующего в обратном захвате глюкозы в проксимальных почечных канальцах и ее активном переносе из просвета канальца в кровь против градиента концентрации.
Путем выраженного ингибирования SGLT2, экспрессируемого в проксимальном канальце нефрона почки, ипраглифлозин снижает реабсорбцию глюкозы в почечных канальцах и уменьшает почечный порог глюкозы, что приводит к повышению экскреции глюкозы с мочой и инсулиннезависимому снижению повышенной концентрации глюкозы в плазме крови. Количество выделяемой почками глюкозы зависит от концентрации глюкозы в крови и скорости клубочковой фильтрации. Повышение экскреции глюкозы с мочой при ингибировании SGLT2 также приводит к умеренному осмодиурезу и диуретическому эффекту, что способствует снижению систолического и диастолического артериального давления. В исследованиях у пациентов с сахарным диабетом 2 типа было показано, что повышение экскреции глюкозы с мочой приводит к потере калорий и, как следствие, снижению массы тела.
В клинических исследованиях было показано статистически значимое снижение уровня гликированного гемоглобина (HbA1c), ГПН и массы тела при применении ипраглифлозина в монотерапии, а также в комбинации с метформином, пиоглитазоном, производными сульфонилмочевины (СМ), ингибитором дипептидиллпептидазы-4 (ДПП-4), инсулином (± ингибитор ДПП-4), метформином с ситаглиптином, ингибитором α-глюкозидаз (α-ГИ), натеглинидом, аналогом глюкагоноподобного пептида 1 (ГПП-1) (±СМ). У пациентов, не достигших целей лечения при использовании ипраглифлозина в дозе 50 мг, при увеличении дозы до 100 мг отмечалось дальнейшее снижение уровня HbA1c, ГПП и массы тела.
При исследовании на протяжении 12 месяцев безопасности и эффективности ипраглифлозина у пожилых (старше 65 лет) и не пожилых (меньше 65 лет) японских пациентов с сахарным диабетом 2 типа,
частота побочных реакций на лекарственные средства составила соответственно 14,8% и 14,2%, а частота серьезных побочных реакций составила 1,4% и 0,8% соответственно у пациентов пожилых и не пожилых.   При этом гипогликемия, почечные расстройства и кожные осложнения были более частыми у пожилых пациентов, в то время как генитальные инфекции, полиурия / поллакиурия и печеночные расстройства были более частыми у не пожилых пациентов.
Важно отметить что ингибиторы SGLT2 помимо их влияния на гликемию способны еще и снижать риск  неблагоприятных сердечно-сосудистых событий таких как инфаркт миокарда, инсульт
В опытах на мышах с диабетом 2 типа при сравнительному исследованию эффективности шести коммерчески доступных ингибиторов SGLT2 ипраглифлозин продемонстрировал наиболее сильное снижение гипергликемии,  и осложнений, связанных с диабетом  Восемь недель лечения ипраглифлозином предотвращали гипертрофию и вызванный отложением коллагена фиброз левого желудочка сердца у крыс без диабета не влияя при этом на уровень глюкозы в плазме крови. Эти данные свидетельствуют о том, что ингибиторы SGLT2 обладают кардиозащитным эффектом и их можно будет применить для лечения пациентов без диабета, но с кардиомиопатией.